# Epomophorus
Epomophorus är ett släkte av däggdjur. Epomophorus ingår i familjen flyghundar.

## Beskrivning
Dessa flyghundar når en kroppslängd (huvud och bål) av 12,5 till 25 cm och en vikt mellan 40 och 120 gram. En svans saknas eller den är bara en liten stubbe. Stora hanar når en vingspann av 51 cm. Pälsen har allmänt en gråbrun färg och vid öronens ansats finns en vit fläck. Hannar har vid axeln hårtofsar som liknar epåletter.
Arterna förekommer i centrala, östra och södra Afrika. Habitatet utgörs av skogens kanter samt av trädgrupper i savannen. De uppsöker även trädodlingar.
Individerna vilar i trädens håligheter eller gömda i växtligheten, till exempel under stora blad. Ofta vilar några individer tillsammans och ibland har flocken vid viloplatsen 100 medlemmar. De äter olika frukter och ibland flyger de en längre sträcka när de letar efter föda.
Hos de mest kända arterna, som Wahlbergs epålettflyghund, finns två parningstider per år. Dräktigheten varar cirka 6 månader och sedan föds oftast en unge, ibland tvillingar.
IUCN listar två arter med kunskapsbrist (DD), en art som nära hotad (NT) och de andra som livskraftig (LC).

## Taxonomi
Kladogram enligt Catalogue of Life:
| Epomophorus | \| \| Epomophorus angolensis \| \| \| \| \| \| Epomophorus gambianus \| \| \| \| \| \| Epomophorus grandis \| \| \| \| \| \| Epomophorus labiatus \| \| \| \| \| \| Epomophorus minimus \| \| \| \| \| \| Wahlbergs epålettflyghund (Epomophorus wahlbergi) \| \| \| \| |
|             | \| \| Epomophorus angolensis \| \| \| \| \| \| Epomophorus gambianus \| \| \| \| \| \| Epomophorus grandis \| \| \| \| \| \| Epomophorus labiatus \| \| \| \| \| \| Epomophorus minimus \| \| \| \| \| \| Wahlbergs epålettflyghund (Epomophorus wahlbergi) \| \| \| \| |
|             | Epomophorus angolensis |
|             | |
|             | Epomophorus gambianus |
|             | |
|             | Epomophorus grandis |
|             | |
|             | Epomophorus labiatus |
|             | |
|             | Epomophorus minimus |
|             | |
|             | Wahlbergs epålettflyghund (Epomophorus wahlbergi) |
|             | |

Wilson & Reeder (2005) listar ytterligare 2 arter i släktet, Epomophorus crypturus och Epomophorus minor.
IUCN listar ytterligare en art, Epomophorus anselli.